# Przemysław Frankowski
Przemysław Frankowski (n. 12 aprilie 1995) este un fotbalist din Polonia, care joacă pe post de mijlocaș la Rennes în Ligue 1. Pe plan internațional, are prezențe la națională pentru Polonia U18⁠(d), Polonia U19⁠(d), Polonia U20⁠(d), Polonia U21⁠(d) și Polonia.

## Cariera

### Jagiellonia Białystok
La 1 august 2014, Frankowski a semnat un contract pe 3 ani cu Jagiellonia Białystok.
Frankowski și-a făcut debutul în Europa League pe 9 iulie 2015 într-o victorie cu 8-0 în fața lui Kruoja Pakruojis, fiind înlocuit în minutul 62 cu Piotr Grzelczak. A marcat în acea partidă un hat-trick, cu golurile fiind marcate în minutele 64, 75 și 80. A jucat și în meciul împotriva Omoniei Nicosia.

### Chicago Fire
Pe 22 ianuarie 2019, Frankowski a semnat un contract cu echipa americană din Major League Soccer, Chicago Fire. Frankowski a debutat pentru Chicago Fire într-o înfrângere scor 2-1 împotriva lui LA Galaxy la 3 martie 2019. În săptămâna următoare, la 9 martie 2019, Frankowski a dat prima sa pasă de gol după ce a dat o centrare în careu, fructificată de C. J.  Sapong care a marcat golul egalizator în prelungiri. Primul gol al lui Frankowski pentru Chicago Fire a venit pe 8 mai 2019, când a marcat al 5-lea gol al serii în minutul 89, într-o victorie cu 5-0 împotriva lui Revolution New England.

## La națională
Frankowski a debutat la echipa națională într-un amical împotriva Nigeriei într-un meci pierdut cu 0-1, în care a fost înlocuit în minutul 81. În luna mai a anului 2018 a fost inclus de selecționerul Poloniei, Adam Nawałka, în lotul lărgit format din 35 de jucători, în vederea participării la Campionatul Mondial din Rusia.  El nu a făcut parte din lotul final de 23 de jucători.

## linkuri externe
- Przemysław Frankowski la 90minut.pl pl
- Profilul lui Przemysław Frankowski pe Soccerway